# Shipvio
Shipvio je český startup, který využívá principy sdílené ekonomiky v logistice. Nákladním dopravcům nabízí webovou a mobilní aplikace na spojení s firmami, které převážejí zboží po Evropě. V roce 2017 zvítězil v pražském eventu Startup World Cup. Podporuje ho startupový inkubátor UP21.